# Michael Pollitt
Michael Francis "Mike" Pollit (29 de fevereiro de 1972) é um futebolista inglês que atualmente joga pelo Wigan Athletic como goleiro.

## Carreira
Mike Pollit como é chamado começou a sua carreira em 1990 pelo Manchester United. Ele passou por mais 16 clubes antes de chegar ao Wigan.

## Títulos
Wigan
- Copa da Inglaterra: 2012-13